# Електророзвідувальна станція
Електророзвідувальна станція (рос.электроразведывательная станция, англ. electroprospecting station; нім. elektrische Erkundungsstation f) – у геології - комплект апаратури, змонтований на трансп. засобі і призначений для виконання електророзвідувальних робіт. 
До Е.с., як правило, входить генераторна група, яка включає потужне (до дек. десятків кВт) джерело струму і пристрій, комутуючий струм, а також вимірювальна лабораторія, яка забезпечує перетворення сигналу електромагнітного поля до вигляду, зручного для реєстрації його в цифровій або аналоговій формі. 
Розрізняють:
- наземні Е.с. (на автомобілях або всюдиходах),

- аероелектророзвідувальні станції (на літаках або вертольотах), і

- морські Е.с. - на кораблях.

За призначенням - універсальні для роботи дек. електророзвідувальними методами (магнітотелуричного поля, опорів, електромагнітного зондування) і спеціалізовані станції для дослідження одним методом.